# Лејте
Лејте (Leyte) је острво у источној Висаји, острвској области у централном делу Филипина. Лејте има површину од 7.368 km² и 2.388.518 житеља. 

## Географија
Острво је подељено на 2 провинције: Јужни Лејте и Лејте. На неким местима је свега 2 километра удаљено од суседног острва Самар. Острво и провинција Билиран су спојени мостом са острвом Лејте. 

## Историја
У водама око овог острва се од 17. октобра до 31. децембра 1944. одиграла велика поморска битка Другог светског рата између америчке и јапанске морнарице (види: Битка у заливу Лејте).